# Département de San Javier (Santa Fe)
Pour les articles homonymes, voir San Javier.
Le département de San Javier est une des 19 subdivisions de la province de Santa Fe, en Argentine. Son chef-lieu est la ville de San Javier.
Le département a une superficie de 6 929 km2. Sa population s'élevait à 29 912 habitants au recensement de  2001 et à 31 737 en 2007 selon l'estimation de l'IPEC.

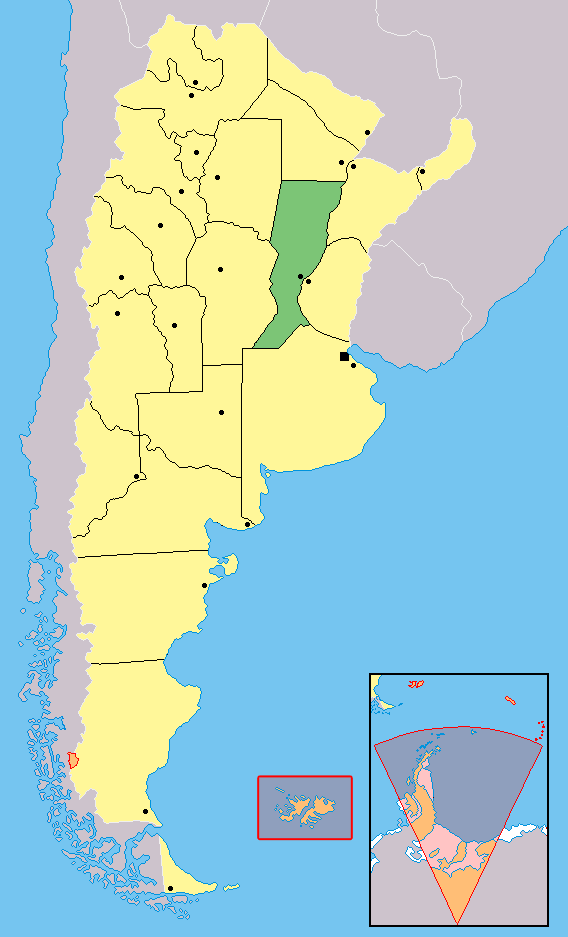
Localisation de la province de Santa Fe en Argentine.